# Stínová vláda
Stínová vláda je označení pro obdobu vlády, kterou sestavuje opoziční politická strana. Tvoří ji stínoví ministři, kteří jsou v případě změny politické moci ve státě připraveni zaujmout skutečná uvolněná ministerská místa. Stínová vláda představuje mimoústavní (politický) kontrolní mechanismus, kdy stínoví ministři sledují a často veřejně kritizují kroky a rozhodnutí skutečných ministrů. Většinou je to bráno jako projev politického boje ze strany opozice, ale někdy to může vést k medializaci a případné veřejné diskusi daného kontroverzního rozhodnutí.
Vytvoření stínové vlády opoziční stranou je často vhodným prostředkem předvolebního boje. Lze tak poměrně jasně a srozumitelně předávat veřejnosti informace o prioritách a plánech budoucí politiky a zároveň zostřit volební boj v osobní rovině, jako soupeření myšlenek jednotlivých ministrů. Stínová vláda není orgánem státu, nemá žádné pravomoci a její zřízení není nijak právně ukotveno ani vyžadováno.

## Česko

### 2001–2002: Stínová vláda Čtyřkoalice
Úřadující: Vláda Miloše Zemana
| Úřad                                    | Člen | Člen              | Subjekt | Subjekt          | Začátek v úřadu | Konec v úřadu |
| --------------------------------------- | ---- | ----------------- | ------- | ---------------- | --------------- | ------------- |
| Stínový předseda vlády                  |      | Karel Kühnl       |         | US-DEU           | 1. dubna 2001   | 1. února 2002 |
| Stínový ministr školství                |      | Petr Mareš        |         | US-DEU           | 1. dubna 2001   | 1. února 2002 |
| Stínový ministr spravedlnosti           |      | Miloslav Výborný  |         | KDU-ČSL          | 1. dubna 2001   | 1. února 2002 |
| Stínový ministr zemědělství             |      | Jan Grůza         |         | KDU-ČSL          | 1. dubna 2001   | 1. února 2002 |
| Stínový ministr obrany                  |      | Michael Žantovský |         | ODA              | 1. dubna 2001   | 1. února 2002 |
| Stínový ministr kultury                 |      | Daniel Kroupa     |         | ODA              | 1. dubna 2001   | 1. února 2002 |
| Stínový ministr financí                 |      | Ivan Pilip        |         | US-DEU           | 1. dubna 2001   | 1. února 2002 |
| Stínový ministr dopravy a spojů         |      | Ivan Foltýn       |         | KDU-ČSL          | 1. dubna 2001   | 1. února 2002 |
| Stínová ministryně zdravotnictví        |      | Zuzana Roithová   |         | KDU-ČSL          | 1. dubna 2001   | 1. února 2002 |
| Stínový ministr práce a sociálních věcí |      | Václav Krása      |         | US-DEU           | 1. dubna 2001   | 1. února 2002 |
| Stínový ministr vnitra                  |      | Jaroslav Kopřiva  |         | KDU-ČSL          | 1. dubna 2001   | 1. února 2002 |
| Stínový ministr průmyslu a obchodu      |      | Miroslav Kalousek |         | KDU-ČSL          | 1. dubna 2001   | 1. února 2002 |
| Stínový ministr zahraničních věcí       |      | Josef Zieleniec   |         | nestr. za US-DEU | 1. dubna 2001   | 1. února 2002 |
| Stínový ministr pro místní rozvoj       |      | Tomáš Kvapil      |         | KDU-ČSL          | 1. dubna 2001   | 1. února 2002 |

### 2003–2006: Stínová vláda ODS
Úřadující: Vláda Vladimíra Špidly, Stanislava Grosse a Jiřího Paroubka
| Úřad                                       | Člen | Člen              | Subjekt | Subjekt | Začátek v úřadu | Konec v úřadu |
| ------------------------------------------ | ---- | ----------------- | ------- | ------- | --------------- | ------------- |
| Stínový předseda vlády                     |      | Mirek Topolánek   |         | ODS     | 1. března 2003  | 2006          |
| Stínový ministr obrany                     |      | Petr Nečas        |         | ODS     | 1. března 2003  | 2006          |
| Stínový ministr financí                    |      | Vlastimil Tlustý  |         | ODS     | 1. března 2003  | 2006          |
| Stínový ministr vnitra                     |      | Ivan Langer       |         | ODS     | 1. března 2003  | 2006          |
| Stínový ministr zahraničních věcí          |      | Jan Zahradil      |         | ODS     | 1. března 2003  | 2006          |
| Stínová ministryně kultury                 |      | Miroslava Němcová |         | ODS     | 1. března 2003  | 2006          |
| Stínový ministr dopravy a spojů            |      | Petr Bendl        |         | ODS     | 1. března 2003  | 2006          |
| Stínový ministr spravedlnosti              |      | Jiří Pospíšil     |         | ODS     | 1. března 2003  | 2006          |
| Stínový ministr školství                   |      | Walter Bartoš     |         | ODS     | 1. března 2003  | 2006          |
| Stínový ministr zdravotnictví              |      | Tomáš Julínek     |         | ODS     | 1. března 2003  | 2006          |
| Stínový ministr zemědělství                |      | Jiří Papež        |         | ODS     | 1. března 2003  | 2006          |
| Stínová ministryně práce a sociálních věcí |      | Alena Páralová    |         | ODS     | 1. března 2003  | 2006          |
| Stínový ministr průmyslu a obchodu         |      | Martin Říman      |         | ODS     | 1. března 2003  | 2006          |
| Stínový ministr pro místní rozvoj          |      | Petr Gandalovič   |         | ODS     | 1. března 2003  | 2006          |

### 2006–2010: Stínová vláda ČSSD
Úřadující: Vláda Mirka Topolánka I. a Mirka Topolánka II. a Jana Fischera
| Úřad                                    | Člen | Člen               | Subjekt | Subjekt        | Začátek v úřadu | Konec v úřadu |
| --------------------------------------- | ---- | ------------------ | ------- | -------------- | --------------- | ------------- |
| Stínový předseda vlády                  |      | Jiří Paroubek      |         | ČSSD           | 5. září 2006    | 2010          |
| Stínový ministr financí                 |      | Bohuslav Sobotka   |         | ČSSD           | 5. září 2006    | 2010          |
| Stínový ministr práce a sociálních věcí |      | Zdeněk Škromach    |         | ČSSD           | 5. září 2006    | 2010          |
| Stínová ministryně spravedlnosti        |      | Marie Benešová     |         | ČSSD           | 5. září 2006    | 2010          |
| Stínový ministr dopravy                 |      | Petr Moos          |         | nestr. za ČSSD | 5. září 2006    | 2010          |
| Stínový ministr zahraničních věcí       |      | Lubomír Zaorálek   |         | ČSSD           | 5. září 2006    | 2010          |
| Stínový ministr vnitra                  |      | František Bublan   |         | nestr. za ČSSD | 5. září 2006    | 2010          |
| Stínový ministr průmyslu a obchodu      |      | Milan Urban        |         | ČSSD           | 5. září 2006    | 2010          |
| Stínový ministr zemědělství             |      | Jan Mládek         |         | ČSSD           | 5. září 2006    | 2010          |
| Stínový ministr zdravotnictví           |      | David Rath         |         | ČSSD           | 5. září 2006    | 2010          |
| Stínový ministr školství                |      | Jiří Havel         |         | ČSSD           | 5. září 2006    | 2010          |
| Stínový ministr životního prostředí     |      | Petr Petržílek     |         | ČSSD           | 5. září 2006    | 2010          |
| Stínový ministr kultury                 |      | Vítězslav Jandák   |         | nestr. za ČSSD | 5. září 2006    | 2010          |
| Stínový ministr pro místní rozvoj       |      | Radko Martínek     |         | ČSSD           | 5. září 2006    | 2010          |
| Stínová ministryně pro ženu a rodinu    |      | Kateřina Kalistová |         | ČSSD           | 5. září 2006    | 2010          |

### 2010–2014: Stínová vláda ČSSD
Úřadující: Vlády Petra Nečase a Jiřího Rusnoka
| Úřad                                                     | Člen | Člen                       | Subjekt | Subjekt        | Začátek v úřadu   | Konec v úřadu |
| -------------------------------------------------------- | ---- | -------------------------- | ------- | -------------- | ----------------- | ------------- |
| Stínový předseda vlády                                   |      | Bohuslav Sobotka           |         | ČSSD           | 14. července 2010 | 2014          |
| Stínová ministryně školství                              |      | Vlasta Bohdalová           |         | ČSSD           | 14. července 2010 | 2014          |
| Stínový ministr spravedlnosti                            |      | Jiří Dienstbier            |         | ČSSD           | 14. července 2010 | 2014          |
| Mluvčí pro vědu a výzkum                                 |      | Alena Gajdůšková           |         | ČSSD           | 14. července 2010 | 2014          |
| Stínový ministr zemědělství                              |      | Michal Hašek               |         | ČSSD           | 14. července 2010 | 2014          |
| Mluvčí pro hospodářskou strategii                        |      | Jiří Havel                 |         | ČSSD           | 14. července 2010 | 2014          |
| Stínový ministr obrany                                   |      | Petr Hulinský              |         | ČSSD           | 14. července 2010 | 2014          |
| Stínový ministr kultury                                  |      | Vítězslav Jandák           |         | nestr. za ČSSD | 14. července 2010 | 2014          |
| Stínová ministryně pro lidská práva a rovné příležitosti |      | Michaela Marksová-Tominová |         | ČSSD           | 14. července 2010 | 2014          |
| Stínový ministr financí                                  |      | Jan Mládek                 |         | ČSSD           | 14. července 2010 | 2014          |
| Stínový ministr dopravy                                  |      | Roman Onderka              |         | ČSSD           | 14. července 2010 | 2014          |
| Stínový ministr zdravotnictví                            |      | David Rath                 |         | ČSSD           | 14. července 2010 | 2014          |
| Stínový ministr práce a sociálních věcí                  |      | Zdeněk Škromach            |         | ČSSD           | 14. července 2010 | 2014          |
| Mluvčí pro sport                                         |      | Jiří Šlégr                 |         | nestr. za ČSSD | 14. července 2010 | 2013          |
| Mluvčí pro evropské záležitosti                          |      | Vladimír Špidla            |         | ČSSD           | 14. července 2010 | 2014          |
| Stínový ministr vnitra                                   |      | Jeroným Tejc               |         | ČSSD           | 14. července 2010 | 2014          |
| Stínový ministr průmyslu a obchodu                       |      | Milan Urban                |         | ČSSD           | 14. července 2010 | 2014          |
| Stínový ministr zahraničních věcí                        |      | Lubomír Zaorálek           |         | ČSSD           | 14. července 2010 | 2014          |
| Stínový ministr životního prostředí                      |      | Václav Zemek               |         | ČSSD           | 14. července 2010 | 2014          |
| Stínový ministr pro místní rozvoj                        |      | Jiří Zimola                |         | ČSSD           | 14. července 2010 | 2014          |

### 2013–2014: Stínová vláda LEV 21
Úřadující: Vláda Petra Nečase a Jiřího Rusnoka
| Úřad                          | Člen | Člen            | Subjekt | Subjekt | Začátek v úřadu | Konec v úřadu |
| ----------------------------- | ---- | --------------- | ------- | ------- | --------------- | ------------- |
| Stínový předseda vlády        |      | Jiří Paroubek   |         | LEV 21  | 1. června 2013  | 2014          |
| Stínový ministr financí       |      | Filip Drapák    |         | LEV 21  | 1. června 2013  | 2014          |
| Stínový ministr obrany        |      | Jaromír Novotný |         | LEV 21  | 1. června 2013  | 2014          |
| Stínový ministr spravedlnosti |      | Karel Horák     |         | LEV 21  | 1. června 2013  | 2014          |
| Stínový ministr zdravotnictví |      | Ivan Šterzl     |         | LEV 21  | 1. června 2013  | 2014          |
| Stínový ministr dopravy       |      | Petr Benda      |         | LEV 21  | 1. června 2013  | 2014          |
| Stínový ministr sportu        |      | Jiří Šlégr      |         | LEV 21  | 1. června 2013  | 2014          |

### 2014–2021: Stínová vláda KSČM
Úřadující: Vláda Bohuslava Sobotky a Andreje Babiše I. a Andreje Babiše II.
- Vojtěch Filip – stínový předseda vlády
- Jiří Dolejš – stínový ministr financí
- Miroslav Opálka – stínový ministr práce a sociálních věcí
- Stanislav Grospič – stínový ministr spravedlnosti
- Karel Šídlo – stínový ministr dopravy
- Kateřina Konečná – stínová ministryně zahraničních věcí
- Zdeněk Maršíček – stínový ministr vnitra
- Pavel Hojda – stínový ministr průmyslu a obchodu
- Pavel Kováčik – stínový ministr zemědělství
- Soňa Marková – stínová ministryně zdravotnictví
- Gabriela Hubáčková – stínová ministryně školství
- Alexander Černý – stínový ministr obrany
- Marie Pěnčíková – stínová ministryně životního prostředí
- Zdeněk Štefek – stínový ministr kultury
- František Beneš – stínový ministr pro místní rozvoj
- Vladimír Koníček – stínový ministr informatiky
- Zuzka Rujbrová – stínová ministryně pro legislativu

### 2021: Stínová vláda TSS
Úřadující: Druhá vláda Andreje Babiše
| Úřad                                    | Člen | Člen                         | Subjekt | Subjekt       | Začátek v úřadu | Konec v úřadu |
| --------------------------------------- | ---- | ---------------------------- | ------- | ------------- | --------------- | ------------- |
| Stínová předsedkyně vlády               |      | Zuzana Majerová Zahradníková |         | TSS           | 30. června 2021 | 2021          |
| Stínový ministr školství                |      | Václav Klaus ml.             |         | TSS           | 30. června 2021 | 2021          |
| Stínový ministr financí                 |      | Vlastimil Tlustý             |         | nestr. za TSS | 30. června 2021 | 2021          |
| Stínový ministr spravedlnosti           |      | Alfréd Šrámek                |         | TSS           | 30. června 2021 | 2021          |
| Stínový ministr zahraničních věcí       |      | Libor Vondráček              |         | nez. za TSS   | 30. června 2021 | 2021          |
| Stínový ministr zemědělství             |      | Martin Nejdl                 |         | nez. za TSS   | 30. června 2021 | 2021          |
| Stínový ministr obrany                  |      | Miroslav Kostelka            |         | nestr. za TSS | 30. června 2021 | 2021          |
| Stínový ministr kultury                 |      | Petr Štěpánek                |         | TSS           | 30. června 2021 | 2021          |
| Stínový ministr průmyslu a obchodu      |      | Radomil Bábek                |         | nez. za TSS   | 30. června 2021 | 2021          |
| Stínový ministr dopravy                 |      | Libor Lukáš                  |         | TSS           | 30. června 2021 | 2021          |
| Stínový ministr zdravotnictví           |      | Miroslav Havrda              |         | nez. za TSS   | 30. června 2021 | 2021          |
| Stínový ministr práce a sociálních věcí |      | Václav Krása                 |         | TSS           | 30. června 2021 | 2021          |
| Stínový ministr vnitra                  |      | David Bohbot                 |         | nez. za TSS   | 30. června 2021 | 2021          |
| Stínový ministr životního prostředí     |      | Petr Bajer                   |         | nez. za TSS   | 30. června 2021 | 2021          |
| Stínový ministr pro místní rozvoj       |      | Michal Dvouletý              |         | nez. za TSS   | 30. června 2021 | 2021          |

### 2021: Stínová vláda APB
Úřadující: Druhá vláda Andreje Babiše
| Úřad                                            | Člen | Člen               | Subjekt | Subjekt     | Začátek v úřadu   | Konec v úřadu |
| ----------------------------------------------- | ---- | ------------------ | ------- | ----------- | ----------------- | ------------- |
| Stínový předseda vlády, stínový ministr financí |      | Pavel Sehnal       |         | APB         | 14. července 2010 | 2014          |
| Stínový ministr zahraničních věcí               |      | Pavel Šrámek       |         | nez. za APB | 15. září 2021     | 2021          |
| Stínový ministr průmyslu a obchodu              |      | Zdeněk Somr        |         | APB         | 15. září 2021     | 2021          |
| Stínový ministr kultury                         |      | Petr Hannig        |         | nez. za APB | 15. září 2021     | 2021          |
| Stínová ministryně práce a sociálních věcí      |      | Gabriela Hubáčková |         | APB         | 15. září 2021     | 2021          |
| Stínový ministr dopravy                         |      | Ivo Baláš          |         | APB         | 15. září 2021     | 2021          |
| Stínový ministr vnitra                          |      | Josef Pelikán      |         | nez. za APB | 15. září 2021     | 2021          |
| Stínový ministr zdravotnictví                   |      | Petr Svoboda       |         | nez. za APB | 15. září 2021     | 2021          |
| Stínový ministr sportu                          |      | Zdeněk Kubec       |         | nez. za APB | 15. září 2021     | 2021          |
| Stínový ministr školství                        |      | Richard Matiášek   |         | nez. za APB | 15. září 2021     | 2021          |
| Stínový ministr životního prostředí             |      | Zdeněk Šťastný     |         | nez. za APB | 15. září 2021     | 2021          |
| Stínová ministryně obrany                       |      | Michaela Rojtová   |         | nez. za APB | 15. září 2021     | 2021          |
| Stínová ministryně spravedlnosti                |      | Monika Hášová      |         | APB         | 15. září 2021     | 2021          |

### Od 2022: Stínová vláda hnutí ANO
Úřadující: Vláda Petra Fialy
Charakteristika: Stínová vláda hnutí ANO 2011 vznikla v lednu 2022 pod vedením bývalého premiéra Andreje Babiše, s plánem každotýdenního zasedání. Její členové řeší rozhodnutí úřadující vlády, sdělují výstupy a jednají jako skutečný kabinet. Ministři bez protfeje – pro evropské záležitosti, legislativu a vědu a výzkum, nebyli do stínové vlády zahrnuti, protože je Babiš nepovažoval za podstatné. Zřízen byl naopak rezort ochrany spotřebitele. V září 2022 stínová vláda zveřejnila Krizový plán pro Česko, čítající 28 opatření, jimiž by bojovala s ekonomickou krizí včetně vysoké inflace.
V únoru 2023 se Andrej Babiš po prohře ve druhém kole prezidentských voleb vzdal předsednictví stínového kabinetu a přenechal jej Karlu Havlíčkovi.
| Úřad                                                | Člen | Člen                        | Subjekt | Subjekt    | Začátek v úřadu | Konec v úřadu |
| --------------------------------------------------- | ---- | --------------------------- | ------- | ---------- | --------------- | ------------- |
| Stínový předseda vlády a ministr průmyslu a obchodu |      | Karel Havlíček              |         | ANO        | 20.01.2022      | 2014          |
| Stínová ministryně financí                          |      | Alena Schillerová           | ANO     | 20.01.2022 | 2021            |               |
| Stínová ministryně pro místní rozvoj                |      | Klára Dostálová             | ANO     | 20.01.2022 | 2021            |               |
| Stínový ministr životního prostředí                 |      | Richard Brabec              | ANO     | 20.01.2022 | 2021            |               |
| Stínový ministr obrany                              |      | Lubomír Metnar              | ANO     | 20.01.2022 | 2021            |               |
| Stínový ministr spravedlnosti                       |      | Radek Vondráček             | ANO     | 20.01.2022 | 2021            |               |
| Stínová ministryně vnitra                           |      | Jana Mračková Vildumetzová  | ANO     | 20.01.2022 | 2021            |               |
| Stínová ministryně školství                         |      | Jana Berkovcová             | ANO     | 20.01.2022 | 2021            |               |
| Stínový ministr zdravotnictví                       |      | Kamal Farhan                | ANO     | 20.01.2022 | 2021            |               |
| Stínový ministr dopravy                             |      | Martin Kolovratník          | ANO     | 20.01.2022 | 2021            |               |
| Stínový ministr práce a sociálních věcí             |      | Aleš Juchelka               | ANO     | 20.01.2022 | 2021            |               |
| Stínová ministryně zemědělství                      |      | Margita Balaštíková         | ANO     | 20.01.2022 | 2021            |               |
| Stínová ministryně kultury                          |      | Jaroslava Pokorná Jermanová | ANO     | 20.01.2022 | 2021            |               |
| Stínový ministr zahraničí                           |      | Jaroslav Bžoch              | ANO     | 20.01.2022 | 2021            |               |
| Zmocněnec pro ochranu spotřebitelů                  |      | Patrik Nacher               | ANO     | 20.01.2022 | 2021            |               |
| Zmocněnec pro IT a digitalizaci                     |      | Robert Králíček             | ANO     | 20.01.2022 | 2021            |               |
| Zmocněnec pro sport                                 |      | Jan Richter                 | ANO     | 20.01.2022 | 2021            |               |